# 吴毓萍
吴毓萍（1947年2月—），河南固始人。中国政治人物。
1983年，担任中国共青团西藏自治区委书记。1989年2月，任中共西藏自治区党委组织部副部长。1990年11月，任中华全国总工会机关党委副书记。1997年1月，任中共中央直属机关工作委员会组织部副部长。1997年5月，任中共中央直属机关工委组织部部长。2002年2月，任委员会副书记。2002年11月，任中共中央纪律检查委员会常委、中共中央直属机关工作委员会副书记。